# Edvin Ström (militär)
Edvin Hippolyt Ström, född 24 september 1826 i Stockholm, död där 20 september 1883, var en svensk militär.
Ström  blev officer 1846, stallmästare hos kungen 1859, ryttmästare vid Smålands husarregemente 1863 och major 1879. Han var överstelöjtnant och chef för Jämtlands hästjägarkår 1880–1883. Ström blev riddare av Vasaorden 1867 och av Svärdsorden 1869. Han var även riddare av Dannebrogsorden.
Edvin Ström var son till krigskassör Salomon Hemming Brattström och Wilhelmina Djurberg. Han var gift med grevinnan Jeannette Taube, som var dotter till överste Gustaf Erik Adam Taube och Hedvig Ridderstolpe. Makarna Ström var farföräldrar till Edvin Ström. De vilar i en familjegrav på Norra begravningsplatsen utanför Stockholm.